# Carrer de l'Església, 4 i 6 (Rabós)
Él Carrer de l'Església, 4 i 6 són dos edificis del municipi de Rabós (Alt Empordà) que formen part conjuntament de l'Inventari del Patrimoni Arquitectònic de Catalunya. Estan situades dins del nucli urbà de la petita població de Rabós, a la banda de migdia del terme.

## Descripció
Es tracta de dos edifici entre mitgeres de planta rectangular, amb les cobertes de teula de dues vessants o bé plana, distribuïts en planta baixa i pis, i també dos pisos. L'edifici del número 4 presenta un portal d'accés de mig punt adovellat, amb la clau gravada amb una data adscrita al segle xviii, tot i que actualment es troba degradada. Damunt seu hi ha una finestra rectangular bastida en maons i pedra desbastada, reformada. La casa del número 6 presenta un portal d'accés de mig punt de maons, amb els brancals bastits en pedra desbastada. Damunt del portal hi ha un balcó exempt amb el finestral de sortida rectangular bastit en maons. La resta d'obertures del parament presenten les mateixes característiques que el cas anterior.
Les construccions estan bastides en pedra desbastada i sense treballar, lligades amb abundant morter de calç.

## Història
Aquestes cases són datades en els segles XVIII-XIX, dins el context de certa bonança econòmica i auge demogràfic, que propicià que la població passés de 131 habitants el 1717-18 a 237 veïns en el cens de Floridablanca el 1787. Això comportà la construcció de noves cases en aquest període, com ho demostren la majoria de llindes datades del poble que es conserven.